# Francesco Reda
Francesco Reda (Cosenza, Calabria, 19 de noviembre de 1982) es un ciclista italiano.

## Biografía
Se convirtió en profesional en 2007 en el pequeño equipo italiano OTC Doors-Lauretana, donde Reda destacó rápidamente en los semiclásicos franceses con un cuarto lugar en el Tour du Haut-Var de 2007 y, a continuación, en los clásicos italianos, consiguiendo el cuarto lugar en la Coppa Agostoni en 2008. Tras estos logros, fichó en 2009 por el equipo Quick Step, con el que terminó cuarto en el Gran Premio de Lugano en su primera temporada.
En 2013 fue suspendido por dos años por faltar a un control urinario de la UCI el 28 de febrero de ese año.
El 15 de julio de 2015 se informó que dio positivo por EPO en un control posterior a los Campeonatos de Italia en Ruta. Francesco se arriesgó a una sanción de por vida pues ya fue sancionado anteriormente. Finalmente la sanción fue de ocho años.

## Palmarés
2015
- Trofeo Edil C
- 1 etapa de la An Post Rás
- 2.º en el Campeonato de Italia en Ruta

## Resultados en Grandes Vueltas
| Carrera | Carrera         | 2007 | 2008 | 2009  | 2010 | 2011  | 2012 | 2013 | 2014 | 2015 |
| ------- | --------------- | ---- | ---- | ----- | ---- | ----- | ---- | ---- | ---- | ---- |
|         | Giro de Italia  | —    | —    | 139.º | Ab.  | 134.º | —    | —    | —    | —    |
|         | Tour de Francia | —    | —    | —     | Ab.  | —     | —    | —    | —    | —    |
|         | Vuelta a España | —    | —    | —     | —    | —     | —    | —    | —    | —    |

—: no participa

Ab.: abandono